# Acacia ewartiana
Acacia ewartiana é uma espécie de leguminosa do gênero Acacia, pertencente à família Fabaceae.